# لكندشت
لكندشت هي قرية في مقاطعة كوثر، إيران. عدد سكان هذه القرية هو 216 في سنة 2006.